# The Clash
The Clash var et britisk punk-band, som blev dannet i 1976 og gik fra hinanden i 1985.
The Clash var et af de første punk-bands, og har derfor været meget indflydelsesrige for genren. Gruppen er mest kendt for sit tredje album London Calling fra december 1979, som er anset for at være et af de bedste album fra 1980'erne.
The Clash's debutalbum af samme navn gav dem et gennembrud i hjemlandet, men selvom de havde giganten CBS Records i ryggen, lykkedes det ikke for dem at få det store internationale gennembrud, før de udsendte London Calling i 1979. Denne dobbelt LP står i dag som en af rockmusikkens helt store klassikere og er ofte placeret mellem de 20 bedste LP'er i rockhistorien, når der med mellemrum foretages afstemninger i diverse medier.
Den 3-dobbelte LP Sandinista blev udsendt i 1980 til en blandet modtagelse, mens efterfølgeren 'Combat Rock' udkom i 1982, kort efter at Headon havde forladt gruppen. Han havde dog skrevet pladens største hit 'Rock The Casbah'. Samtidig røg lead guitaristen Mick Jones og forsangeren Joe Strummer i totterne på hinanden, hvilket resulterede i Jones' afgang og efterfølgende dannelse af gruppen Big Audio Dynamite.
I 1985 forsøgte Strummer og bassisten Paul Simonon at genoplive The Clash med tre session-musikere på den kiksede pink-parodi 'Cut The Crap'. Efter gruppens endelige opløsning dannede Strummer gruppen The Mascaleros, mens Simonon efter et par mislykkede forsøg på egen hånd vendte tilbage til den billedkunst, som han oprindelig kom fra. Han er i dag et feteret internationalt kunstnernavn. Simonon har senere medvirket i bandet The Good, The Bad & The Queen sammen med Damon Albarn. Simonon og Jones har desuden spillet backing for tegneseriegruppen Gorillaz. 
The Clash fik i øvrigt et stort internationalt hit i 1992 med 'Should I Stay Or Should I Go', der oprindelig udkom på single i 1982. Nummeret blev brugt som underlægning for en reklame, der solgte Levi's jeans.
Ikke desto mindre bevirkede det, at CBS begyndte at udgive posthume Clash-albums i bundter, og gruppens medlemmer overvejede efter sigende et come back, som dog aldrig blev til noget.
Joe Strummer døde i december 2002. Året efter blev The Clash optaget i Rock and Roll Hall of Fame.

## Diskografi
Studiealbum
- The Clash (1977)
- Give 'Em Enough Rope (1978)
- London Calling (1979)
- Sandinista! (1980)
- Combat Rock (1982)
- Cut the Crap (1985)

Livealbum
- From Here to Eternity: Live (1999)
- Live at Shea Stadium (2008)

Opsamlingsalbum
- Black Market Clash (1980) Epic/Sony Music (10" EP samling af B-sider, genudsendt som en 12" EP i 1981)
- The Story of the Clash, Volume 1 (1988) Sony Music/Columbia; Epic
- 1977 Revisited (1990) Relativity
- The Singles (1991) Sony Music/Columbia; Epic
- Super Black Market Clash (1993) Columbia/Sony Music; Legacy/Epic
- The Essential Clash (2003) Columbia/Sony Music; Legacy/Epic
- The Singles (2007) Sony BMG
- The Clash Hits Back 2013 Sony Legacy

## Ekstern henvisning
- Wikimedia Commons har flere filer relateret til The Clash
- The Clash Online

Arkiveret 8. maj 2012 hos  Wayback Machine
- The Clash på DR musik
- The Clash på Allmusic
- The Clash på Discogs
- The Clash på MusicBrainz
- The Clash på Last.fm
- The Clash på Myspace

1. ↑  Navnet er anført på svensk og stammer fra Wikidata hvor navnet endnu ikke findes på dansk.